# Francisco Solano (pintor)
Francisco Solano (São João de Itaboraí, 10 de fevereiro de 1743 — Rio de Janeiro, 20 de dezembro de 1818)  foi um pintor autodidata e religioso brasileiro. Era conhecido por uma multiplicidade de nomes, tais como: Francisco José Benjamim, Francisco Pedro Benjamim, Francisco Benjamin, Frei Benjamin, Frei Solano da Piedade e Frei Francisco Solano.

## Biografia
Tornou-se franciscano em 1779, ingressando no Convento de São Boaventura em Santana do Macacu, no estado do Rio de Janeiro. 
Em torno de 1790 executou pinturas para a Igreja e Convento de Santo Antônio e ilustrações para a obra Flora Fluminense, trabalho resultante da viagem de estudos botânicos realizada com o frei José Mariano da Conceição Veloso.
Tornou-se porteiro do Convento de Santo Antônio e guardião do Convento de Taubaté, em São Paulo. Voltou ao Rio no final de sua vida e faleceu no Convento de Santo Antônio. 